# Nephodia insuavis
Nephodia insuavis är en fjärilsart som beskrevs av Paul Dognin 1911. Nephodia insuavis ingår i släktet Nephodia och familjen mätare. Inga underarter finns listade i Catalogue of Life.